# Alan Cooper
Pour les articles homonymes, voir Cooper.
Alan Cooper (né en 1952 à San Francisco) est un développeur pionnier dans la réflexion sur conception de logiciels  prenant en compte l'utilisateur final. Il est reconnu comme le père du langage visual Basic et comme inventeur des personas, ces archétypes d'utilisateurs possibles auxquels les ergonomes peuvent se référer lors de la conception d’une interface.
En juin 1995, il a publié dans la revue Visual Basic Programmer's Journal  l'article “The myth of metaphor” (le Mythe de la métaphore). Dans cet article, il évoque les trois paradigmes de l’interface :
- le paradigme technologique, basé sur la compréhension du fonctionnement des choses : objectif difficile
- le paradigme de la métaphore, basé sur le fait de deviner intuitivement comment fonctionnent les choses : méthode problématique
- le paradigme idiomatique, basé sur le fait d’apprendre comment accomplir les choses : processus normal et humain.